# Bobby Farrell
Roberto "Bobby" Alfonso Farrell, född 6 oktober 1949 på Aruba, död 30 december 2010 i Sankt Petersburg, Ryssland, var en arubansk-nederländsk sångare och dansare, mest känd som en av originalmedlemmarna i den framgångsrika popgruppen Boney M.

## Biografi
Farrell flyttade från Aruba vid 15 års ålder och bodde sedan i Nederländerna och Norge innan han hamnade i Tyskland, där han arbetade som DJ. Där blev han genom sin vän Maizie Williams presenterad för Frank Farian som sökte en manlig frontfigur till sitt projekt Boney M. Bobby Farrell blev så värvad som den manliga sångaren i kvartetten. Redan från början var det officiellt att Farian själv gjorde sånginsatserna på inspelningarna, inte Farrell. Under vissa konserter ska det ha varit Farrell som uppträtt med sin egen röst, medan på andra mimade han till Farians röst.
Efter den definitiva splittringen av bandet i början av 1990-talet turnerade Farrell runt med egna versioner av Boney M tillsammans med tre ofta skiftande kvinnliga sångare. Han släppte samtidigt även ett soloalbum, som fick ett ljummet mottagande.
Bobby Farrell har medverkat i videon till Roger Sanchezs houselåt Turn On the Music.
Farrell bodde de sista åren av sitt liv i närheten av Amsterdam, och hittades död på hotellrummet efter en spelning i Sankt Petersburg.